# AN/ALE-50拖曳誘餌系統

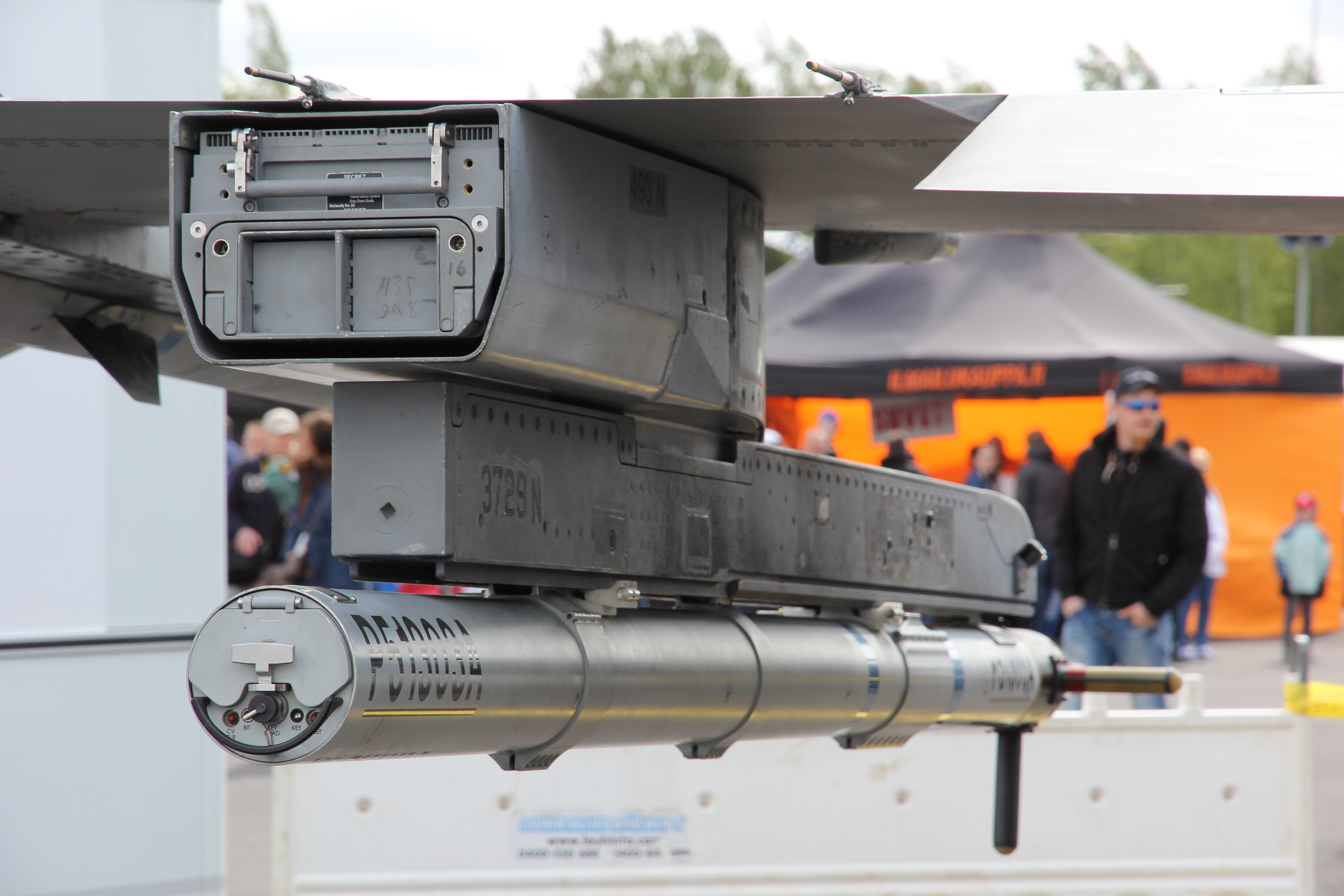
裝備在F-16戰隼戰鬥機翼下派龍架的ALE-50

AN/ALE-50拖曳誘餌系統（Towed Decoy System）是一種機載電子反制（electronic countermeasures）系統，廣泛部署於美國空軍、美國海軍和美國海軍陸戰隊各型戰機上。全系統由雷神公司太空和空載系統（Space and Airborne Systems）部門（位於加州戈利塔）生產。ALE-50系統包括一具發射／控制裝置（通常裝設於翼下派龍架）和一或多具可消耗性誘餌，每個誘餌均安裝於密封的金屬容器內，保存期限長達10年。
傳統誘騙飛彈的方式是採用金屬干擾絲妨礙雷達偵測目標，但督卜勒濾波技術導入飛彈尋標器後，傳統干擾技術的成功率開始下降；ALE-50拖曳誘餌則是對於主動防禦的不同構想，當使用時，誘餌由施放機釋放和拖曳於後，誘餌經過特殊設計，可發送較母機更強大的雷達散射截面訊號，藉由將雷達導引飛彈誘導至誘餌而遠離施放機，以保護施放機不受攻擊。即便飛彈配備的是主動雷達導引尋標器，也可能會因為判斷錯誤而攻擊失敗。
測試和實戰經驗顯示，ALE-50可有效欺騙各國現役的防空飛彈和空對空飛彈，在科索沃戰爭期間，ALE-50多度成功誘騙SA-6飛彈。美國戰機飛行員給這套誘餌取了一個綽號：「小老弟（Little Buddy）」。 
ALE-50系統於1996年首次部署於F-16戰隼戰鬥機，隨後整合於F/A-18黃蜂式戰鬥攻擊機和B-1槍騎兵戰略轟炸機。本系統也已經被整合於ALQ-184(V)9電子干擾莢艙，使搭載此型莢艙的載台能獲得一個整合式威脅保護系統。
第Lot 9批生產合約已於2005年4月簽訂，使累計的總訂購數增加至22495具，預計於2007年開始運交部隊，每個誘餌的造價約為22000美元。ALE-50的總產量目前已突破25000個，同定位的下一代產品AN/ALE-55拖曳誘餌系統已經開始量產。

## 相關連結
- Joint Electronics Type Designation System (JETDS)

## 外部連結
- 美國科學家協會對ALE-50的簡介（页面存档备份，存于）
- 雷神公司的ALE-50簡介（页面存档备份，存于）
- Raytheon product brochure

1. ↑  . Shepard News. 8 December 2021  [3 January 2022]. （原始内容存档于8 December 2021）.
2. ↑  Colman, Ron. . Raytheon Electronic Systems. 2001  [3 January 2022]. （原始内容存档于4 January 2022）.
3. ↑  . Defense Industry Daily.
4. ↑  A.K., Trikha. . SP's Aviation. March 2012  [8 January 2022]. （原始内容存档于8 January 2022）.
5. ↑  . US Department of Defense. 22 April 2020  [3 January 2022]. （原始内容存档于4 January 2022）.
6. ↑  . Southern Maryland Online. 25 September 2014  [8 January 2022]. （原始内容存档于15 November 2020）.